# Теманца, Томмазо
Томмазо Теманца (итал. Tommaso Temanza, 9 марта 1705, Венеция — 14 июня 1789, Венеция) — итальянский инженер-строитель, архитектор, писатель, историк архитектуры.
Родился в семье венецианских архитекторов Антонио и Адрианы Скальфаротто, с ранних лет стал помощником отца. Учился математике и её применению в архитектуре в Падуе у математика Джованни Полени. Дальнейшее образование было поручено монаху-доминиканцу Никколо Кончина, который давал уроки философии в монастыре Последователей Иисуса (convento de’ Gesuati), и дяде Томмазо по материнской линии Джованни Скальфаротто, известному венецианскому архитектору. Маттео Луккези, дядя и учитель Джованни Баттисты Пиранези, тоже учился у Скальфаротто. Таким образом, талант Томмазо Теманца формировался в среде идей неоклассицизма, перенесённых в Венецию в последние десятилетия семнадцатого века.

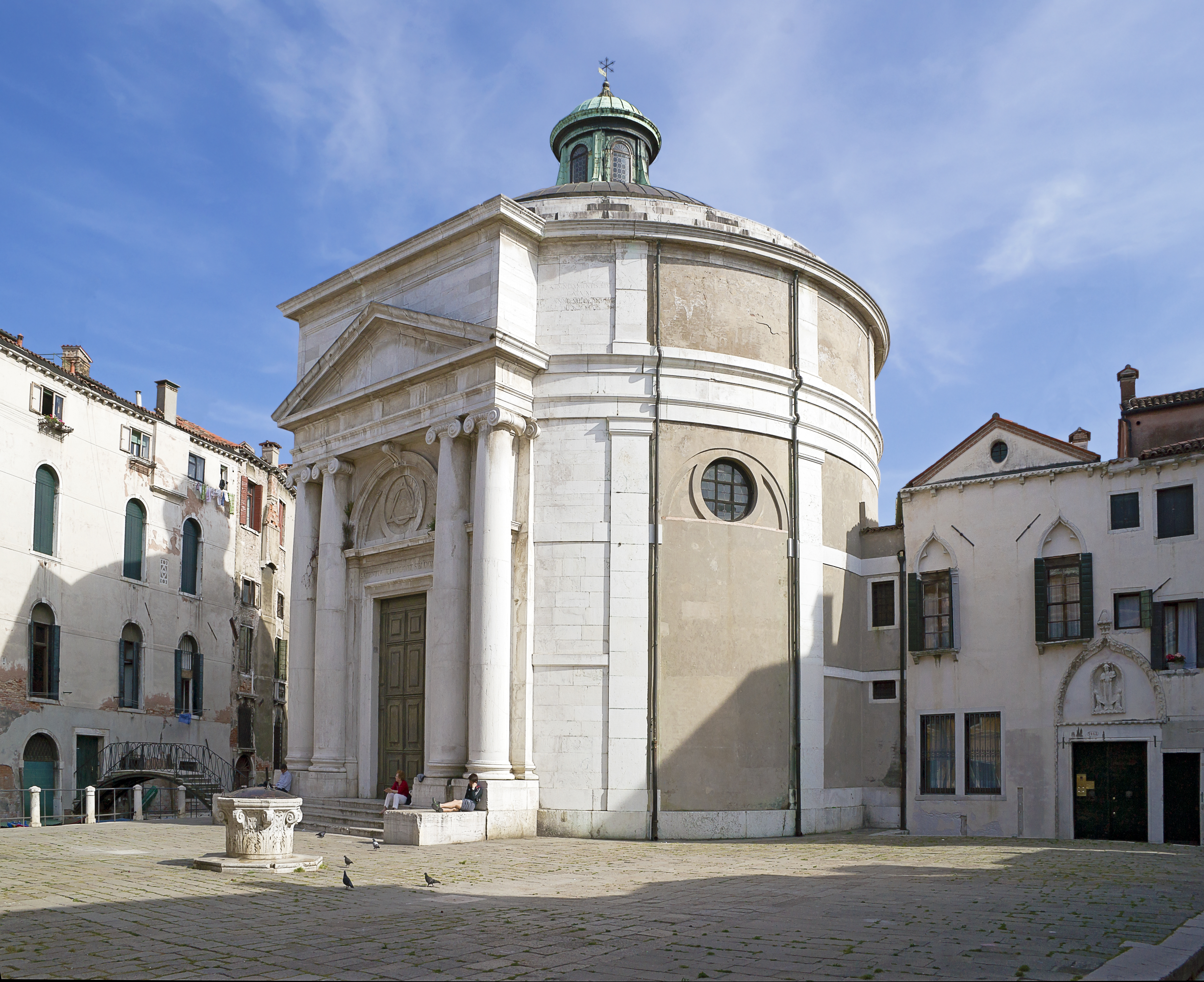
Церковь Св. Марии Магдалины. 1757—1791. Венеция

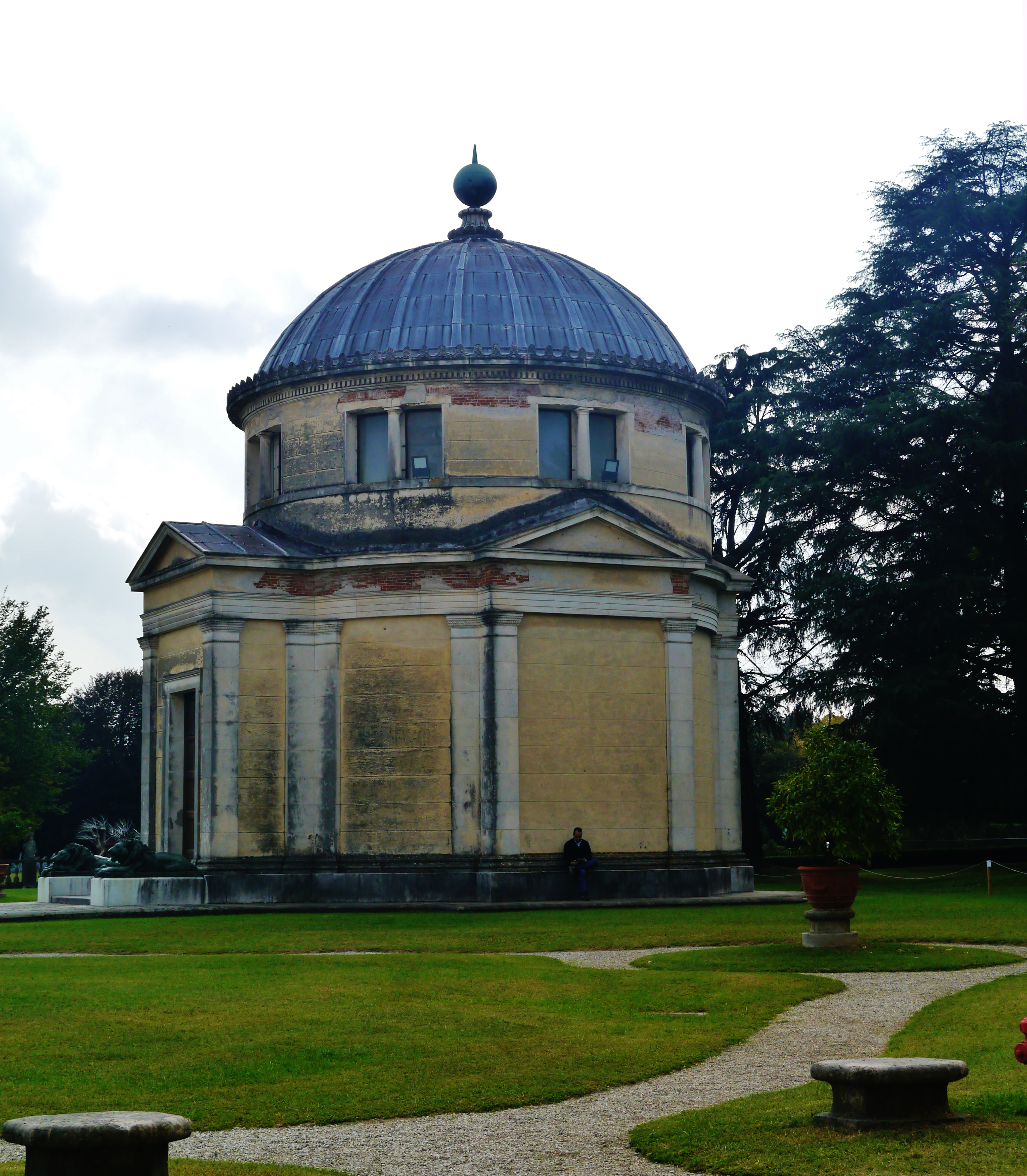
Капелла Виллы Контарини

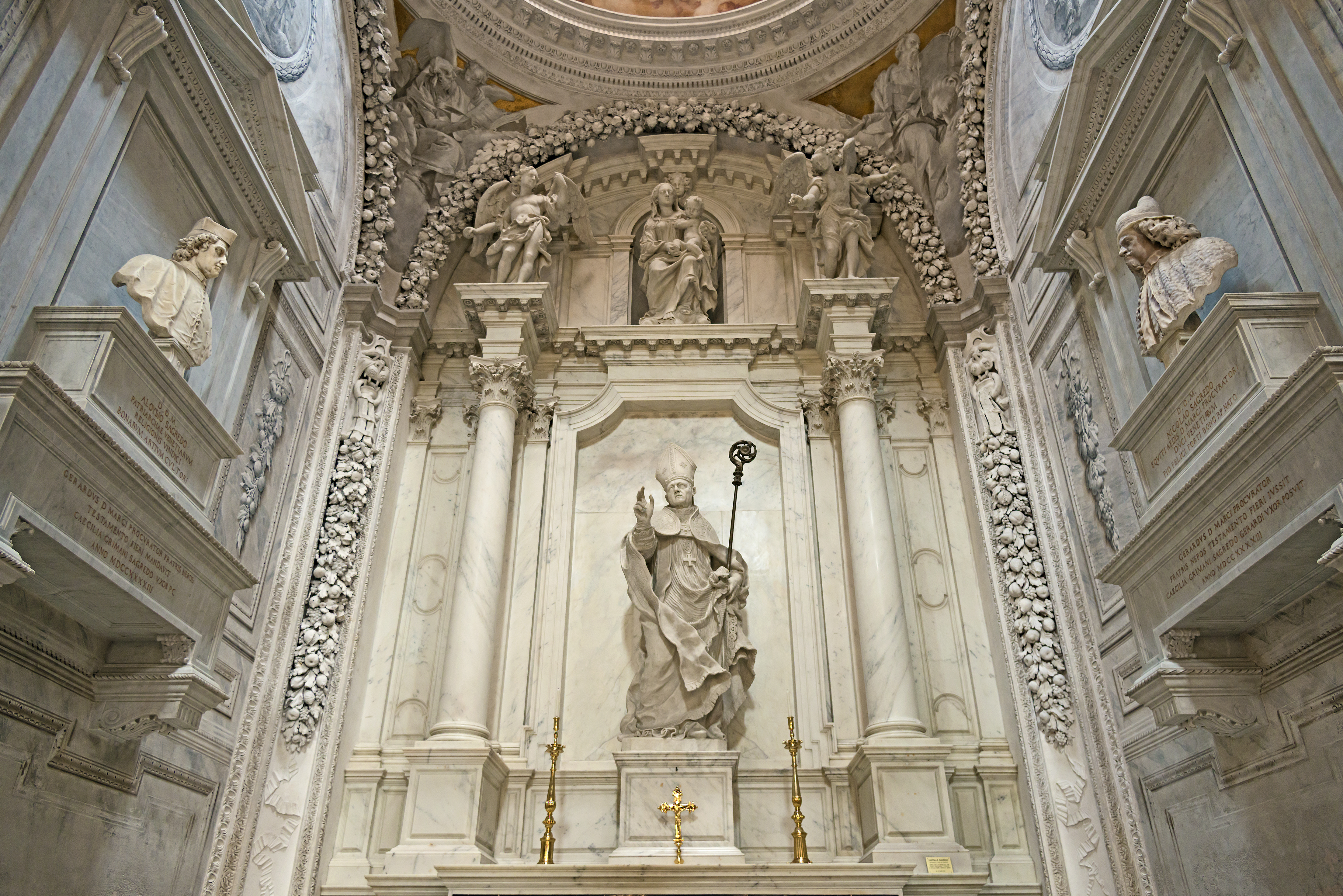
Святая капелла церкви Сан-Франческо-делла-Винья. Венеция

В Венеции Томмазо изучал гидравлику у Бернардино Дзендрини, инженера Венецианской республики. Томмазо Теманца стал посещать публичную библиотеку Сан-Марко в поисках материалов, которые иллюстрировали бы историю Венеции и островов её лагуны: материалов, которые он позднее использовал для составления своих историко-топографических и историографических сочинений.
Его первая архитектурная работа — оформление арки в сакристии церкви Сан-Симеоне Пикколо в Венеции. В письме к Луккези Теманца писал, что ввёл новшество в орнаментальный мотив картуша в виде раковины, который использовался в древней архитектуре для оформления вершины арок.
В 1735 году Теманца вместе с Дж. Скальфаротто совершил путешествие в Римини, чтобы изучить остатки древнеримских построек. В 1811 году опубликовал в Венеции сочинение «Об арках и сводах и общих правилах гражданской архитектуры» (Degli archi e delle volte e regole generali dell’architettura civile; датированных 1733 годом), а также «Античность в Римини» (Le antichità di Rimino; 1741) с подробным композиционным и конструктивным анализом сооружений древнеримской эпохи: моста и арки Августа.
В 1720 году Томмазо Теманца поступил на службу в «Магистрат водных работ» (Magistrato delle Acque). Он изучал возможности защиты побережий Лидо и Пеллестрины венецианской лагуны от наводнений, руководил раскопками и реконструкцией старых венецианских каналов. Этот практический опыт, в сочетании с его деятельностью в качестве учёного, побудил его опубликовать диссертацию на тему древней истории Сант-Иларио в епархии Оливоло (Sant’Ilario nella diocesi d’Olivolo, 1761), в которой он, в частности, сообщил об открытии Кодекса Пиоведжо (Codice del Piovego), содержащего древние документы по истории Венецианской лагуны.
Теманца реставрировал некоторые постройки Андреа Палладио, а его собственные проекты часто представляли собой вариации на палладианские темы. Например, ораторий виллы Контарини в Пьяццола-суль-Брента, спроектированный Теманца в 1757—1758 годах, который является вариацией на тему палладианского храма виллы Барбаро в Мазере.
Церковь Ла Маддалена (Церковь Святой Магдалины; 1757—1791) в Венеции стала одной из наиболее заметных работ Теманца, которую он сам определил как «чудо Провидения» (prodigio della Provvidenza). Круглая в плане церковь с типично палладианским порталом вызвала критику, поскольку недвусмысленно воспроизводит композицию древнеримского Пантеона.
В 1762 году Томмазо Теманца был избран членом Академии Реставрации архитектурных памятников (Accademia de’ Ricovrati) в Падуе и Олимпийской академии Виченцы (Accademia Olimpica di Vicenza). В том же году он совершил поездку в Рим, проехав через Флоренцию, где изучал трактат Леона Баттисты Альберти «Десять книг о зодчестве» (лат. De re aedificatoria), затем уехал в Неаполь.
Он вернулся в Рим в 1767 году, вызванный папой Климентом XIII для выполнения гидравлических работ в связи с разливами реки Рено в сельской местности Болоньи, Феррары и Равенны. Пребывание в Риме имело важное значение не только для исследований, которые он смог проводить на древних руинах, но и для контактов, которые ему удалось установить с Франческо Милициа, Джованни Боттари, Пьером-Жаном Мариеттом, Франческо Альгаротти, Джакомо Кваренги и Жан-Арно Раймоном.
Особенно тесные профессиональные и дружеские отношения, несмотря на разницу в возрасте, связали Теманцу и Джакомо Кваренги, архитектора, сделавшего впоследствии многое для распространения архитектуры классицизма в России. Общение с многими историками, теоретиками и практиками архитектуры побудило Томмазо Теманца к работе над жизнеописаниями знаменитых венецианских архитекторов и скульпторов, которые он сам определил как «аргументированную историю искусств». Жизнеописания издавались в Венеции в разные годы: Якопо Сансовино (1752), Андреа Палладио (1762), Винченцо Скамоцци (1770).
С особенным пристрастием Теманца изучал автографы, планы и обмерные чертежи знаменитых построек Палладио. Он также копировал чертежи английских архитекторов-палладианцев: И. Джонса, Дж. Уэбба, К. Кэмпбелла, по изданию «Британский Витрувий», осуществлённому Кэмпбеллом и лордом Р. Б. Бёрлингтоном в 1717—1725 годах.
4 мая 1763 года Болонская академия папы Климента (l’Accademia Clementina di Bologna) избрала венецианского архитектора почётным членом. В 1769 году Теманца стал членом престижной Королевской академии архитектуры в Париже, а в 1774 году Тулузская академия живописи, скульптуры и архитектуры избрала его «академическим полноправным профессором».
Последние годы жизни Томмазо Теманцы был посвящены исследовательской работе по историографии архитектуры, истории и топографии Венецианской республики. Теманца скончался 14 июня 1789 года. В своем завещании он выразил желание быть похороненным в церкви Святой Магдалины. Во втором завещании, составленном 6 июля 1781 года, он приказал, чтобы его двоюродному брату Томмазо Скальфаротто были оставлены «библиотека и все рукописи, бумаги и рисунки, принадлежащие нашей профессии».